# 張繼祚
张继祚（？—937年），五代十国后梁、后唐、后晋官员，濮州临濮（今山东鄄城西南）人，齐王張全義之子。
张继祚开始为河南府衙内指挥使，后梁乾化元年（911年），朱温在张全义的私宅里避暑，几乎奸淫了张全义家的全部妇女。张继祚不能忍受愤恨耻辱，想要杀死朱温。张全义阻止儿子说：“我家不久前在河阳，被李罕之围困，靠吃木屑来度时日，仰赖他救我，才能有今天，这个恩情不可以忘掉。”这才作罢。张全义死后，他担任金吾将军，授蔡州刺史，官至檢校太保。唐明宗郊天，張继祚充任供顿使，担任西卫上将军。清泰末年，为母丁忧。晋高祖石敬瑭天福初年，服丧还未完毕，张从宾作乱，发兵胁迫，将他送到河阳，令知留守事。张从宾失败，张继祚与二子被石敬瑭下诏诛杀于市。张继祚与范延光有旧交，曾经派遣人送马。属朝廷将要讨伐邺都范延光，马被巡兵所获，石敬瑭开始猜忌他。桑维翰以其父桑珙早年事奉张全义有恩，想要保全他活命，石敬瑭不允，史馆修撰李涛上言，张全义有再造洛样之功，请求免其家族。只诛张继祚及其妻儿。于是只罪张继祚一房，不牵累其族。